# Бергстрём, Гертруда
Гертруда Бергстрём (швед. Gertrud Bergström, полное имя Gertrud Amalia Karolina Bergström; 1869—1954) — шведская писательница и общественный деятель.

## Биография
Родилась 25 марта 1869 года в городе Несшё в семье капитана Леопольда Бергстрёма (Leopold Bergström) и его жены Ингеборги Фегерскиёльд (Ingeborg Fägerskiöld); сестра художницы Эндис Бергстрём.
Окончила государственный школьный семинар (Statens skolköksseminarium) в 1897 году и работала учителем в школе Johannes folkskola в 1899—1912 годах. С 1913 года была школьным инспектором столовых (кухонь) в народных средних школах Стокгольма. Основываясь на опыте этой работы, Гертруда Бергстрём написала ряд книг:
- Tvätt och strykning (1911),
- Handbok för offentlig utspisning (1916, совместно с Ингеборг Шагер[швед.]),
- Kokbok för sockersjuka (1904),
- Födoämneslära (1906).

Во время Первой мировой войны, в дополнение к работе школьного инспектора, она работала для правительства в качестве эксперта по семейным вопросам, одновременно возглавляя работу с еженедельным журналом Consumer Journal Кооперативной ассоциации. В 1927 году была участником IV Международного конгресса по домашнему хозяйству в Риме. Будучи также профсоюзным деятелем, Гертруда Бергстрем работала в советах Ассоциации потребителей Стокгольма, Шведской ассоциации женщин и Шведской ассоциации школьных работников кухонь.
В возрасте 70 лет вышла на пенсию. Умерла 24 сентября 1954 года в Стокгольме.